# Bijelo Polje
För andra betydelser, se Bijelo Polje (olika betydelser).

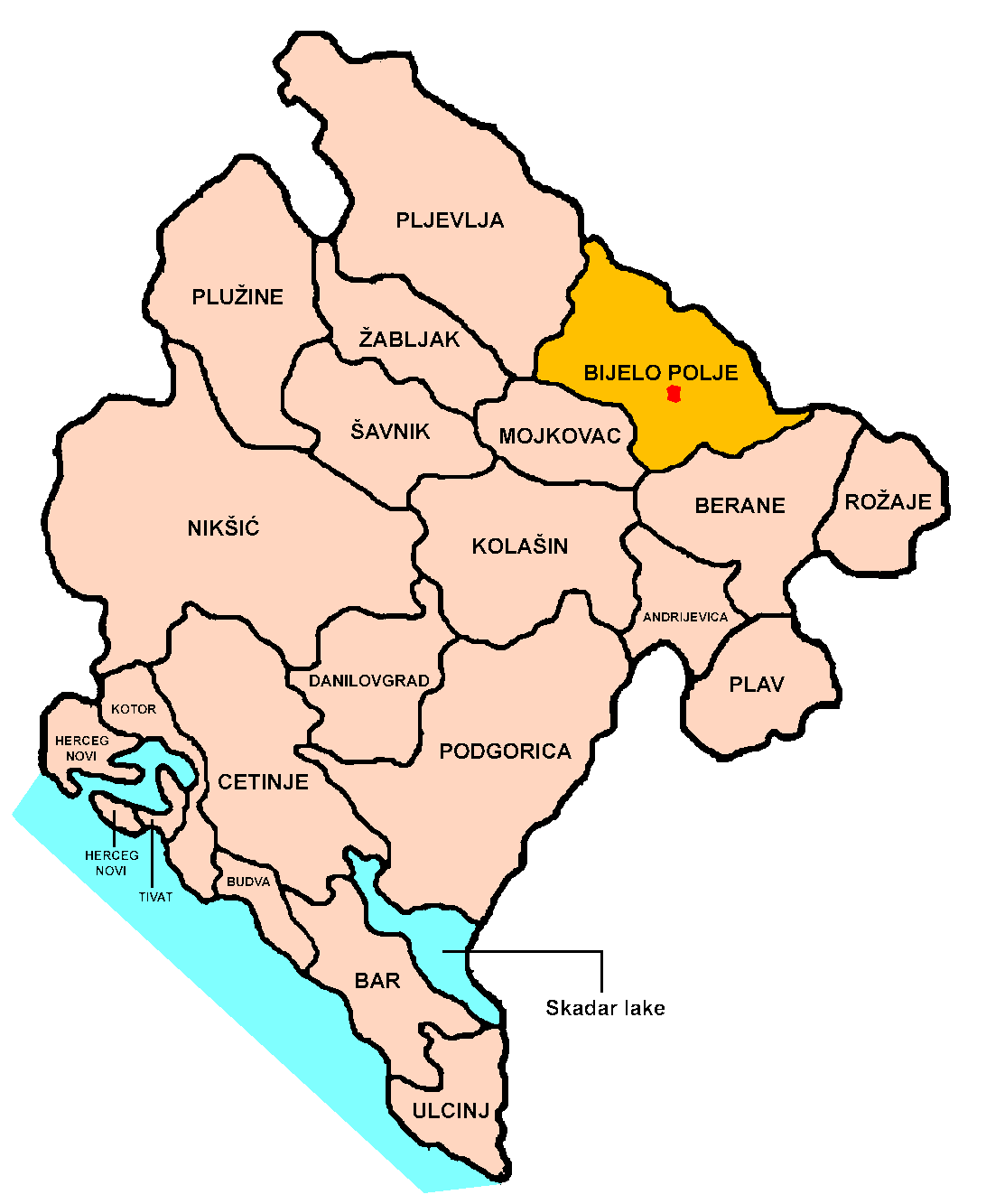
Bijelo Poljes läge i Montenegro.

Bijelo Polje är den tredje folkrikaste kommunen i Montenegro. Kommunens folkmängd uppgick till 46 676 invånare vid folkräkningen 2011, på en yta av 924 kvadratkilometer. Av dessa bodde 3 241 invånare i själva stadskärnan (centar grada). Bijelo Polje ligger i regionen Sandžak och genom staden rinner floden Lim.

## Sport
- FK Jedinstvo (fotbollsklubb)
- Gradski stadion i Bijelo Polje (kapacitet: 4 000)